# Dominique Corroyer
Dominique Corroyer (* 25. August 1964 in Denain) ist ein ehemaliger französischer Fußballspieler und späterer -trainer.

## Spielerkarriere
Corroyer wurde 1982 in den Profikader des französischen Zweitligisten US Valenciennes-Anzin aufgenommen und avancierte nach einer anfänglichen Rolle als Reservist zum Stammspieler. Im Verlauf der Jahre gelang ihm mit der Mannschaft nie der Aufstieg, auch nicht, als er in der Saison 1988/89 mit 13 Treffern die beste Torausbeute seiner Karriere erreichte. Nachdem er 1990 mit dem Team äußerst knapp am Sprung in die höchste Spielklasse gescheitert war, konnte er dennoch in diese aufsteigen, als er bei der AS Saint-Étienne unterschrieb, die ihm als einer von mehreren Erstligaklubs ein Angebot unterbreitet hatte. Zwar erhielt er einen Stammplatz, doch musste er einerseits den Kampf gegen den Abstieg antreten und fiel zudem verletzungsbedingt für eine längere Zeit aus. 
Als Valenciennes 1992 in die erste Liga aufsteigen konnte, kehrte der Spieler zu seinem Ex-Verein zurück. Zunächst kam er noch zu regelmäßigen Einsätzen, musste aber nach lediglich einem eigenen Tor im Verlauf der Spielzeit 1992/93 an deren Ende den Sturz in die Zweitklassigkeit hinnehmen; der damit verbundene Weggang von Francis Smerecki hatte seine endgültige Verdrängung aus der ersten Elf zur Folge. Angesichts dessen beendete er 1994 mit 29 Jahren nach 64 Erstligapartien mit neun Toren und 225 Zweitligapartien mit 64 Toren seine Profilaufbahn. Allerdings blieb er dem Fußball treu, da er im selben Jahr beim Drittligisten FC Rouen unterschrieb. Bei Rouen gelangen ihm nach mehreren Jahren mit geringer Torausbeute in 31 Spielen 30 Tore, womit er sich den Titel des Torschützenkönigs sicherte; aufgrund finanzieller Probleme rettete er den Verein damit jedoch nicht vor dem Absturz aus der Spielklasse. 1995 kehrte er erneut nach Valenciennes zurück, das mittlerweile ebenfalls in der dritten Liga antreten musste; Corroyer blieb dem Verein nach dessen Zwangsabstieg 1996 für ein weiteres Jahr treu, ehe er das Spielen 1997 endgültig aufgab.

## Trainerkarriere
Der Ex-Profi begann seine Trainerlaufbahn als Jugendcoach für seinen früheren Arbeitgeber Valenciennes. Anschließend übernahm er von 2003 bis 2006 die Verantwortung bei der ersten Mannschaft des sechstklassigen Traditionsverein Stade Béthune. 2007 wurde er als Trainer einer Amateurmannschaft eingestellt.